# Entitat Reguladora per a la Comunicació Social
L'Entitat Reguladora per a la Comunicació Social (ERC), anteriorment Alta Autoritat per a la Comunicació Social (AACS), és una entitat autònoma de la República Portuguesa, amb seu a Lisboa, que pretén supervisar i regular els òrgans de comunicació social com la ràdio, televisió, premsa, entre d'altres.

## Atribucions
Té com principals atribucions i qualificacions la regulació i supervisió dels mitjans de comunicació social. En l'exercici de les seves funcions, competeix a l'ERC assegurar el respecte pels drets i deures constitucionalment i legalment consagrats, entre d'altres, la llibertat de premsa, el dret a la informació, la independència de cara als poders polític i econòmic i l'enfrontament dels diversos corrents d'opinió, fiscalitzant el compliment de les normes aplicables als òrgans de comunicació social i continguts difosos i promovent el regular i eficaç funcionament del mercat en què s'insereixen. La figura d'ERC, per tant, és un la garantia del respecte i protecció del públic, en particular el més jove i sensible, i dels drets, llibertats i garanties personals i del rigor, responsabilitat i transparència en l'àrea de la comunicació social. A ERC actua sempre després que el contingut és exhibit en un canal de TELE o sentit en una ràdio o quan un article és publicat en la premsa, per tant, no és una instància de censura prèvia.

## Administració

### Consell Regulador
El Consell Regulador de l'ERC - Entitat Reguladora per a la Comunicació Social és constituït per:
- President - Maria Helena Costa de Carvalho i Sousa
- Vicepresident - Pedro Miguel Correia Gonçalves
- Vocals:
  - Telmo António Freire Gonçalves da Silva
  - Carla Isabel Agostinho Martins
  - Rita Figueiredo Reis Rola

La presidència i la vicepresidència formen, juntament amb el director executiu, la Direcció Executiva de l'ERC.

### Consell Consultiu
El Consell Consultiu és l'òrgan de consulta i de participació en la definició de les línies generals d'actuació de l'ERC. Constituït per representants d'entitats públiques i privades titulars d'interessos rellevants en l'àmbit de la comunicació social a Portugal, reuneix ordinàriament, per convocatòria del seu president, dues vegades per any, i extraordinàriament, per iniciativa del mateix o a petició d'un terç dels seus membres. El quòrum de funcionament i de deliberació és de meitat dels seus membres en efectivitat de funcions.

## Sistema de Classificació de Programes de Televisió a Portugal

Sistema de qualificació de nivell 3 - 12AP.

El Sistema de Classificació de Programes de Televisió a Portugal és un acord d'autoregulació sobre la classificació de programes de televisió a Portugal, i va ser signat a 13 de setembre de 2006 entre els tres operadors de televisió generalista -RTP, SIC i TVI. Aquest mètode té com finalitat proporcionar als consumidors un guia d'elecció adequada a la seva franja etària i, als educadors, una orientació sobre el visionament dels continguts transmesos per les estacions portugueses.